# 維克諾 (切爾諾夫策區)
48°34′11″N 25°58′23″E / 48.56972°N 25.97306°E

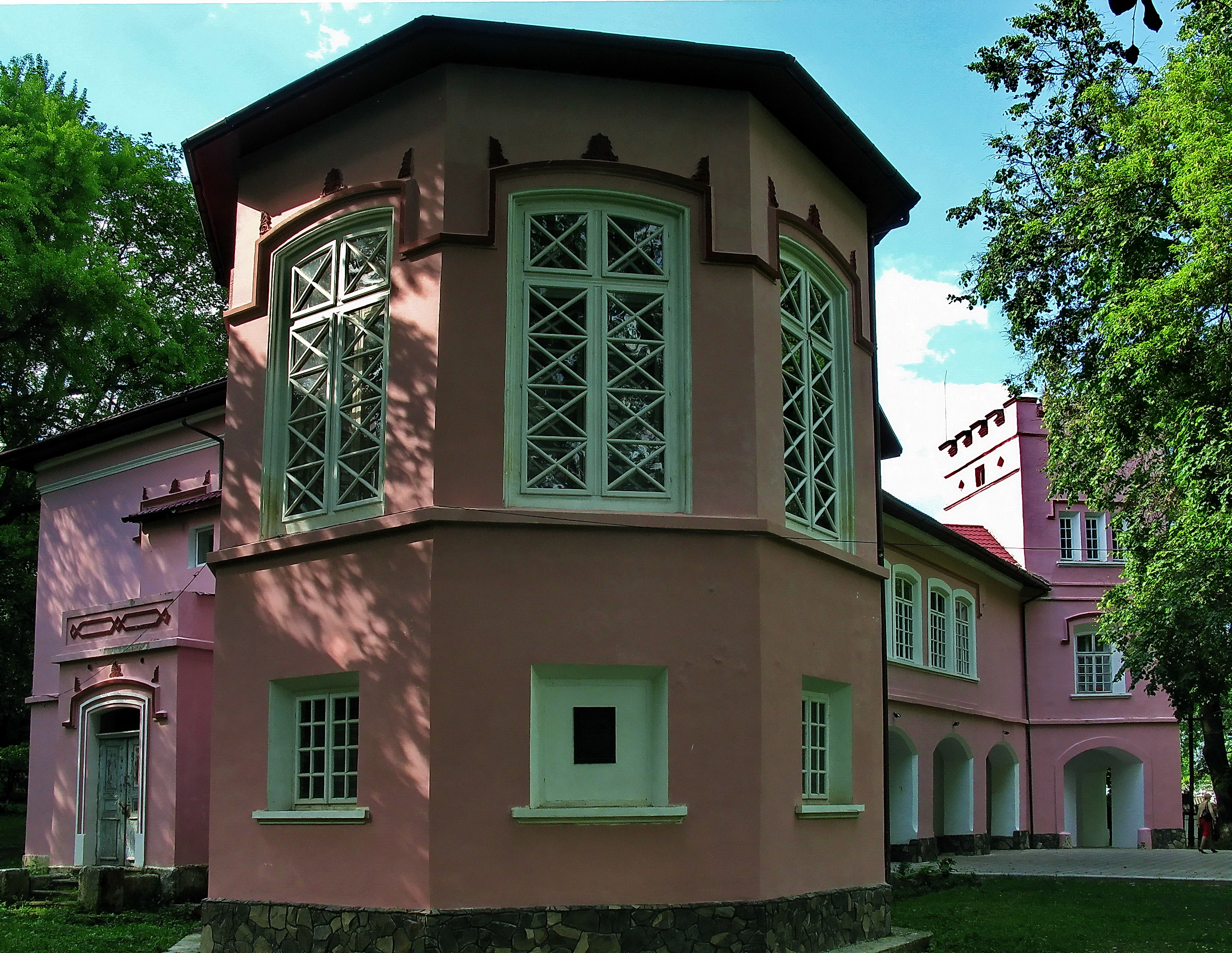
佐塔宫

維克諾（烏克蘭語：Вікно）是位於烏克蘭西南部的村莊，由切爾諾夫策州切爾諾夫策區的維克諾市鎮負責管轄，並為該市鎮的行政中心。該村始建於1591年，海拔高度約194米，2001年該村落人口1,592。